# لورن جرمن
لورن کریستین جرمن (انگلیسی: Lauren Christine German؛ زادهٔ ۲۹ نوامبر ۱۹۷۸) یک هنرپیشه اهل ایالات متحده آمریکا است. وی از سال ۲۰۰۰ میلادی تاکنون مشغول فعالیت بوده‌است. نخستین نقش اصلی او در فیلم رمانتیک درام پیاده‌روی به‌یادماندنی (۲۰۰۲)، و در ادامه فیلم‌های ترسناکی همچون کشتار با اره‌برقی در تگزاس، چرخش و مسافرخانه بود. وی همچنین در مجموعه تلویزیونی لوسیفر نقش کارآگاه کلوئی دِکر را ایفا می‌کرد.
او همچنین در فیلم بی‌حرکت ایستادن ایفای نقش کرده‌است.

## اوایل زندگی
جرمن در هانتینگتون بیچ ، کالیفرنیا زاده شد. پدرش جراح عروق است.پدربزرگ پدری وی ، جیمز ژرمن ، هلندی بود ؛ در سال 1909 در سنت النور زاده شد ، وی از کودکی به همراه خانواده به ایالات متحده مهاجرت کرد. باقی مانده اجداد لورن انگلیسی است. او در دبیرستان لوس آلمیتوس دبیرستان هنرهای اورنج کانتی تحصیل کرد و سپس در دانشگاه کالیفرنیای جنوبی ثبت نام کرد و او در رشته انسان شناسی تحصیل کرد. جرمن در سال 1997 فارغ التحصیل شد .

## حرفه

### 2000–2010: کارهای اولیه
اولین کار جرمن روی صحنه در پیتر پان و الیور بود.